# Vaniljkräm

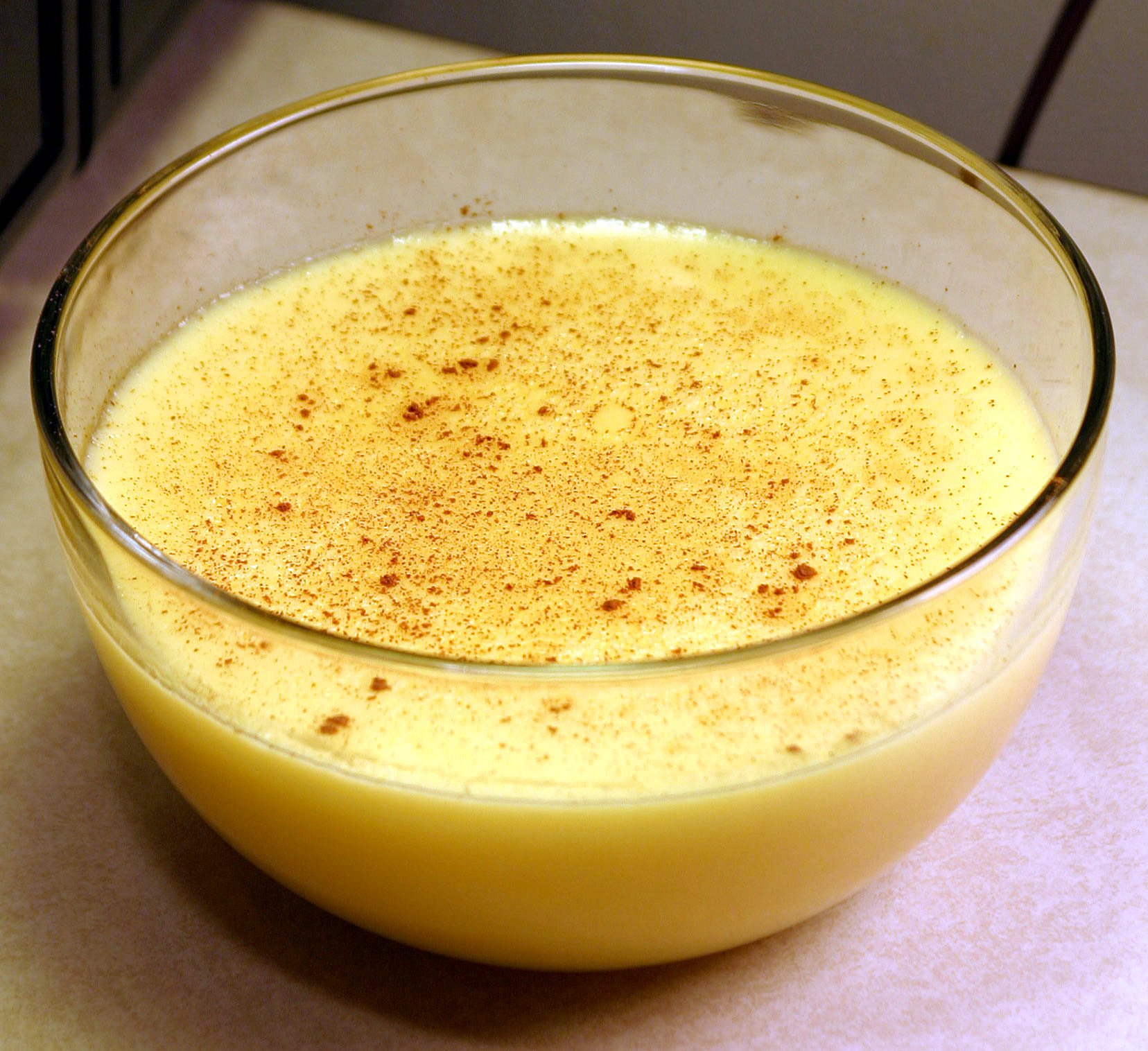
Vaniljkräm.

Vaniljkräm (crème pâtissière) är en kräm som används som fyllning i allehanda bakverk, såsom tårtor och bakelser. Den är gjord på vaniljstänger, äggula och mjölk som kokats ihop.
Blandar man vaniljkräm med vispad grädde kallas det glasskräm. En tunnare variant på vaniljkräm kallas vaniljsås och serveras till exempelvis efterrättspajer.
Marsán är skyddat varunamn för vaniljkräm och vaniljsås från Ekströms. Marsán är ett fantasinamn som enligt tillverkaren kom till under tidiga 1920-talet när ägaren till Ekströms reste runt i Europa och stannade till i staden Marsan i Frankrike. Där beslöt han sig för att ta fram en vaniljsås i pulverform, med namnet Marsán. Marsánpulver blandas vid tillagning med mjölk och ibland även socker.

## Custard
I Storbritannien talar man om custard, en form av pudding på ägg.